# Drzwi (singel)
Drzwi – debiutancki singel zespołu O.N.A., wydany w maju 1995 roku i promujący album Modlishka. Utwór dał zespołowi nominację (w kategorii Przebój Roku, 1995) w plebiscycie czytelników Tylko Rock. Ballada uchodzi za jeden z najbardziej bluesowych utworów zespołu. Do piosenki został nakręcony teledysk. Zgodnie z sugestią wytwórni MJM singel został wydany bez ujawniania nazwisk wykonawców.

## Lista utworów
1. Drzwi
2. Love is... (wersja angielska)
3. Vete Mejor Es Asi (wersja hiszpańska)

## Twórcy
- Agnieszka Chylińska – śpiew, tekst
- Grzegorz Skawiński – gitara
- Waldemar Tkaczyk – gitara basowa
- Wojciech Horny – instrumenty klawiszowe
- Zbyszek Kraszewski – perkusja